# Richard Saller
Richard Saller (* 6. August 1946) ist ein ehemaliger Fußballtrainer und Gründer von Sport-Saller.

## Leben
Richard Saller absolvierte im Jahre 1974 an der Deutschen Sporthochschule in Köln die Fußball-Lehrer-Ausbildung.
Als Trainer führte er die Würzburger Kickers 1976/77 zur Meisterschaft in der Amateurliga Bayern und stieg mit der Mannschaft damit zur Saison 1977/78 in die 2. Bundesliga Süd auf. Mit vier Siegen und neun Unentschieden stieg das Team als Vorletzter nach dieser Saison wieder ab. Bekanntester Spieler der Mannschaft war in dieser Zweitligasaison Lothar Emmerich.
Eine weitere Station seiner Trainertätigkeit übte er danach beim FV Lauda in der Amateuroberliga Baden-Württemberg aus.
Im Jahre 1972 gründete er Sport-Saller. Aus dem Sportgeschäft entwickelte sich ein Sportartikelhersteller, der unter dem Markennamen „Saller“ Produkte für den Fußballsport entwickelt, produziert und vertreibt. Auch die Entwicklung und Produktion von Trainingshilfen und Lehrmaterial wurde in den letzten Jahren von ihm stark fokussiert. Er ist Autor und Herausgeber mehrerer Trainings-Lehrbücher und produzierte auch diverse Fußball-Lehrfilme, unter anderem mit Toni Polster. Im März 2008 begann Richard Saller mit dem Projekt „Charakterfussball“, bei dem es um die Mischung aus Fußball, Ernährung und Charakterausbildung geht. Die dafür eingerichtete Internetseite bietet ein Fußball-Heimtrainingsprogramm für Nachwuchsspieler von 7 bis 14 Jahre an.